# Krötenechsen
Krötenechsen (Phrynosoma) bilden eine Gattung kurzschwänziger und kurzbeiniger Echsen aus der Ordnung der Leguanartigen. Sie sind gekennzeichnet durch hornartige, verteidigungswirksame Fortsätze an Kopf und Rücken. Ihre deutsche Bezeichnung verdanken diese skurrilen Echsen ihrer krötenähnlichen Körperform. Ihr Körper ist 8 bis 13 Zentimeter lang. Krötenechsen leben in Wüstengebieten in Mexiko und im Südwesten der Vereinigten Staaten. Ihre Nahrung besteht überwiegend aus Ameisen.

## Lebensweise
Krötenechsen sind Einzelgänger und begegnen sich in der Natur fast ausschließlich zur Paarung. Die Tiere sind tagaktiv und verbringen die meiste Zeit mit der Suche nach oder dem Auflecken von Ameisen und anderen kleinen Beutetieren. In ihrem natürlichen Lebensraum vergraben sich die Tiere bei Regen oder kühlen Temperaturen im Sand. Scheint die Sonne, kommt zuerst der Kopf der Krötenechsen zum Vorschein, der restliche Körper bleibt mit Sand bedeckt, bis die Tiere ihre Vorzugstemperatur erreicht haben. Dieses Verhalten bietet ihnen die Möglichkeit, die Umgebung in Ruhe zu beobachten und dabei optimal getarnt zu sein. Haben sich die Tiere aufgewärmt, gehen sie auf Futtersuche. In der Mittagszeit, wenn es zu heiß wird, suchen die Wüstenkrötenechsen den Schatten von Felsen und Sträuchern oder vergraben sich wieder im Sand.
Krötenechsen weisen morphologische Ähnlichkeiten zum in Australien beheimateten Dornteufel auf. Andere Gemeinsamkeiten betreffen einige Verhaltensweisen in der Verteidigung und in der Ernährung. Krötenechsen bilden zusammen mit ihren australischen Verwandten ein Beispiel für eine konvergente Evolution.

### Verteidigung
Zur Verteidigung gegenüber Angreifern stehen der Krötenechse mehrere Mittel zur Verfügung; die Farbgebung ist Camouflage und entspricht etwa den Farben ihres Habitats. Bei einem Angriff ist die erste Reaktion die Schreckstarre. Ist der Angreifer bereits zu nah, legt sie kurze Sprints zurück, auf die abrupte Starre-Pausen folgen, um sich als visuelles Ziel dem Angreifer zu entziehen. Schlägt das fehl, bläst sich die Echse ähnlich einem Kugelfisch auf. Das Tier ist nun größer und als Nahrung möglicherweise uninteressant geworden.
Vier Arten verfügen über die Möglichkeit des Reflexblutens. Hierbei bringt die Echse Gefäße am Augenrand zum Platzen. Blut sammelt sich in einer Höhle unter dem Augenlid und kann mit Hilfe von Muskeln 1,5 Meter weit verspritzt werden. Diese Art der Verteidigung funktioniert nur gegenüber Angreifern, die sich vom Geruch oder Geschmack des Blutes abschrecken lassen, z. B. Hunde. Sie wird nur im äußersten Notfall eingesetzt, da sich der Bluthaushalt um etwa ein Viertel reduziert.
Um sich gegen ein Aufheben über Kopf-/Nackenbereich zu wehren, duckt die Krötenechse ihren Kopf, so dass sich die am Kopf befindlichen Stacheln aufrichten. Um sich einem Aufgabeln über den Körper zu entziehen, presst sie diesen fest gegen den Untergrund oder gräbt ihn teilweise ein.

## Arten
- Phrynosoma asio Cope, 1864
- Phrynosoma bauri Montanucci, 2015
- Phrynosoma blainvillii Gray, 1839
- Phrynosoma braconnieri Duméril & Bocourt, 1870

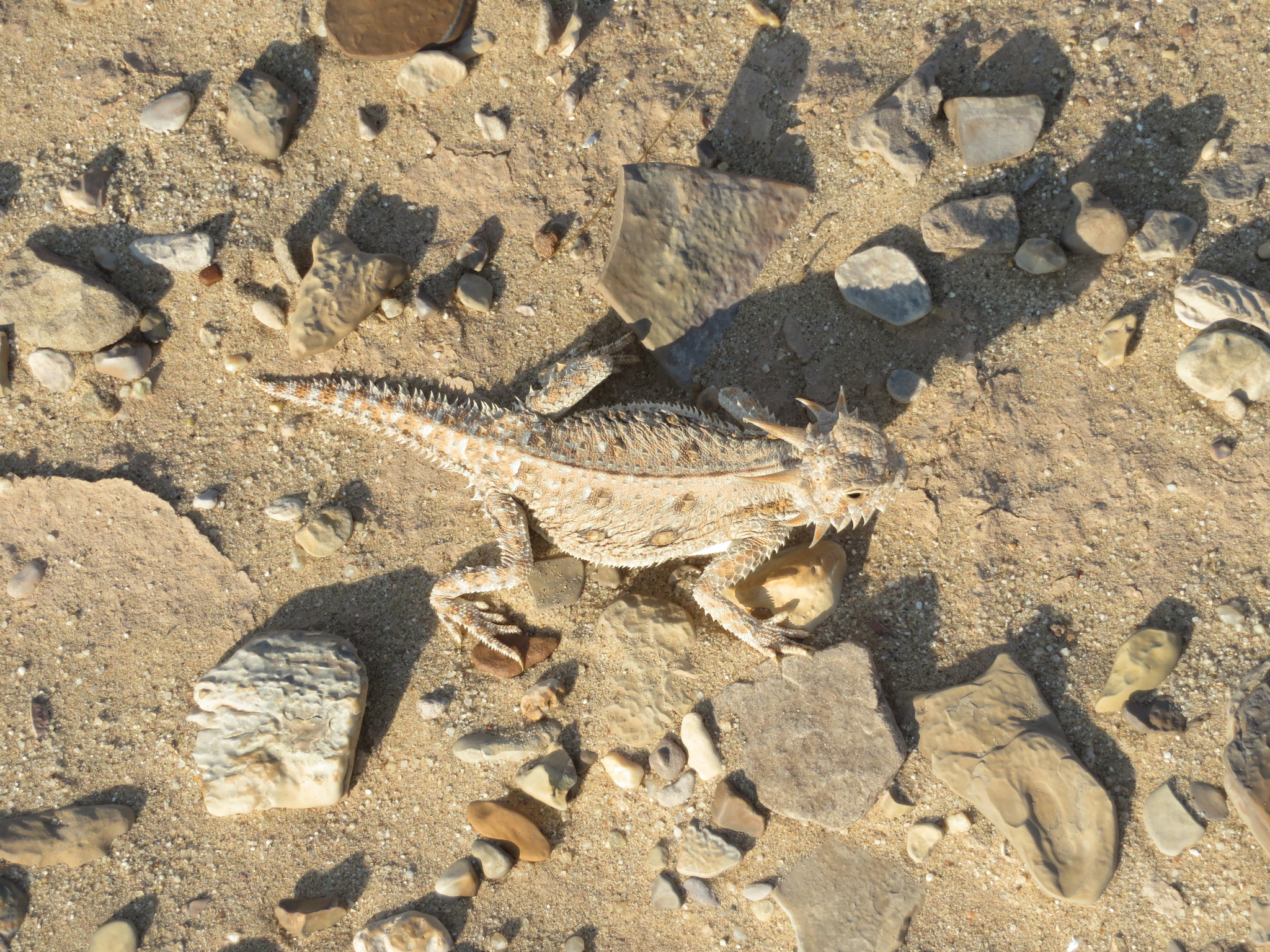
Phrynosoma mcallii

- Phrynosoma brevirostris Girard, 1858
- Phrynosoma cerroense Stejneger, 1893
- Phrynosoma cornutum (Harlan, 1825)
- Phrynosoma coronatum (Blainville, 1835)
- Phrynosoma diminutum Montanucci, 2015
- Phrynosoma ditmarsi Stejneger, 1906
- Zwerg-Kurzhorn-Krötenechse (Phrynosoma douglasii (Bell, 1828))
- Phrynosoma goodei Stejneger, 1893
- Große Kurzhorn-Krötenechse (Phrynosoma hernandesi Girard, 1858)
- Phrynosoma mcallii (Hallowell, 1852)
- Phrynosoma modestum Girard, 1852
- Phrynosoma orbiculare (Linnaeus, 1789)
- Phrynosoma ornatissimum Girard, 1858
- Wüstenkrötenechse (Phrynosoma platyrhinos Girard, 1852)
- Phrynosoma sherbrookei Nieto-Montes de Oca, Arenas-Moreno, Beltrán-Sánchez & Leaché, 2014
- Phrynosoma solare Gray, 1845
- Phrynosoma taurus Dugès, 1873
- Phrynosoma wigginsi Montanucci, 2004